# August Pott

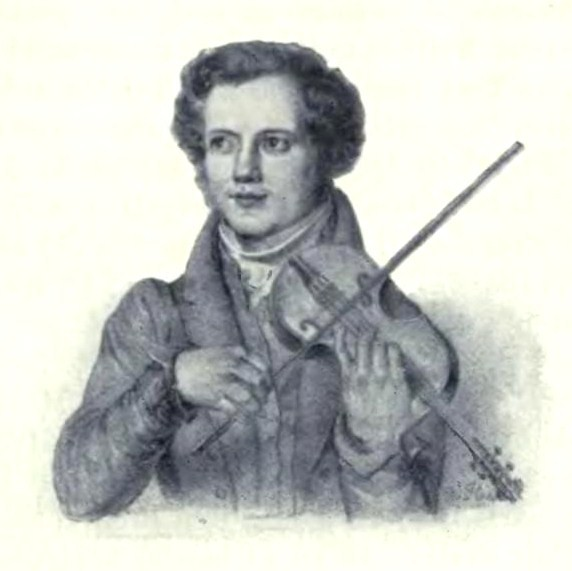
August Pott. Efter en litografi av Carl Henckel.

Friedrich August Pott, född den 7 november 1806 i Nordheim i Hannover, död den 27 augusti 1883 i Graz, var en tysk violinist, kompositör och från 1832 hovkapellmästare vid Storhertigliga Oldenburgska kapellet.
Hans far var stadsmusikant i Hannover, och August skördade redan som sjuåring beröm för sitt violinspel. Han gjorde med sin far konsertresor vid elva års ålder, och sedan han gått i utbildning hos Ludwig Spohr i Kassel debuterade han som solist på samma ort 1824, och gjorde därefter en konsertresa till Danmark. 
Pott uppträdde under sin karriär i flera europeiska städer; bland annat besökte han Stockholm 1831, och blev då medlem av Kungliga Musikaliska Akademien. Han utnämndes av Fredrik VII av Danmark till professor i musik. Han komponerade konserter för violin, stråkkvartetter, symfonier och sånger, och pensionerades 1861.
Potts fru Aloyse (född Winkler von Forazest 1815), var pianist och elev av Carl Czerny. Även hon hade framgång som tonsättare. Pott själv var lärare till Marie Soldat.